# 12379 Thulin
12379 Thulin eller 1994 PQ11 är en asteroid i huvudbältet som upptäcktes den 10 augusti 1994 av den belgiske astronomen Eric W. Elst vid La Silla-observatoriet. Den är uppkallad efter den svenska skådespelare, manusförfattare och regissören, Ingrid Thulin.
Asteroiden har en diameter på ungefär 6 kilometer.